# Cobri
Cobri fue la mascota irónica de la Candidatura de Madrid a los Juegos Olímpicos de 2020, creada por el imaginario popular a través de las redes sociales. Representa a un sobre de estilo cubista, inspirado en la mascota Cobi de los Juegos Olímpicos de Barcelona 92. Su nombre está basado en los sobresueldos del Partido Popular salidos a la luz a raíz del Caso Bárcenas.